# Ministério para Cooperação e Desenvolvimento da Alemanha

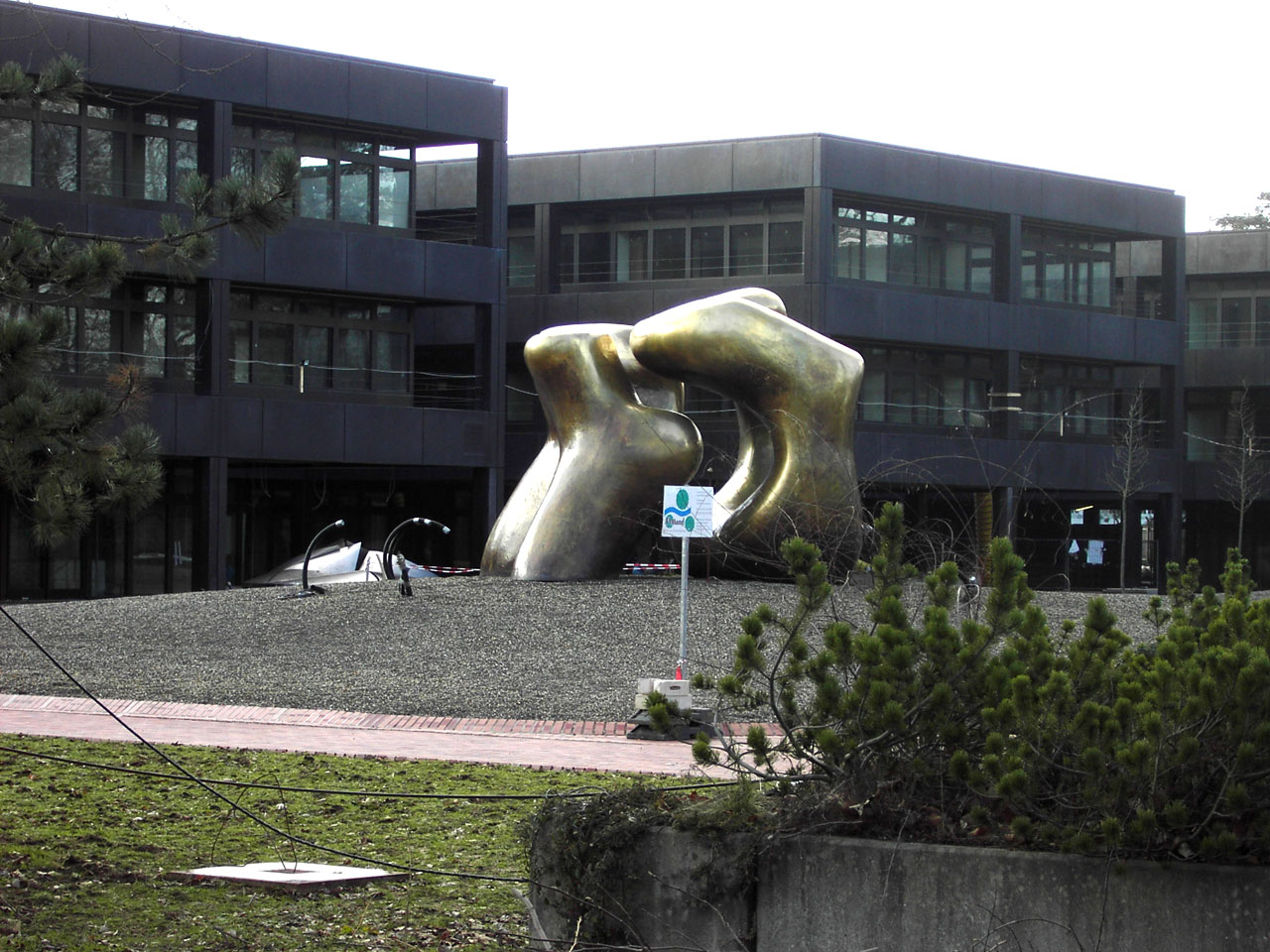
Sede em Bonn.

O Ministério para Cooperação e Desenvolvimento (em alemão: Bundesministerium für wirtschaftliche Zusammenarbeit und Entwicklung) é um ministério da Alemanha. O ministério, com sede em Bonn (antiga capital da Alemanha) e filial em Berlim, foi fundado em 1961. Walter Scheel, mais tarde Presidente da Alemanha (1974—1979), foi o primeiro ministro (1961—1966).
- Ministro atual: Reem Alabali-Radovan (desde 2025)
- Abreviatura: BMZ